# HD 2039
Désignations
HD 2039 est une naine jaune située à environ ∼ 280 a.l. (∼ 85,8 pc) du Soleil dans la constellation du Phénix. Invisible à l’œil nu, sa magnitude apparente est de 9. On y retrouve HD 2039 b, une exoplanète d'au moins 3 fois la masse de la planète Jupiter. 

## Découverte
HD 2039 a été découverte à partir des recherches effectuées par Annie Jump Cannon et son équipe entre les années 1911 et 1915. Sa désignation provient du catalogue Henry Draper, qui a été publié entre 1918 et 1924. HD 2039 n'a pas de nom propre, qui caractérise généralement les étoiles comme Sirius, Procyon et Aldébaran.

## Caractéristiques
HD 2039 est une étoile stable de classe G et d'une température de surface se situant autour de 5 984 K,. Elle a une forte métallicité.
HD 2039 présente un rayon d'environ 1,2 fois celui du Soleil.

## Système planétaire
En 2002, le programme Anglo-Australian Planet Search (en) découvre HD 2039 b, une exoplanète dont la masse minimale est estimée à plus de trois fois celle de la planète Jupiter et dont la période orbitale est supérieure à trois ans. HD 2039 b orbite autour de son étoile à une distance d'environ deux unités astronomiques. Elle est la centième exoplanète découverte par la communauté scientifique.
| Planète   | Masse           | Demi-grand axe (ua) | Période orbitale (jours) | Excentricité  | Inclinaison | Rayon |
| --------- | --------------- | ------------------- | ------------------------ | ------------- | ----------- | ----- |
| HD 2039 b | >3,37 ± 0,49 MJ | 2,23 ± 0,13         | 1 120 ± 23               | 0,715 ± 0,046 |             |       |